# ثمرة زقية

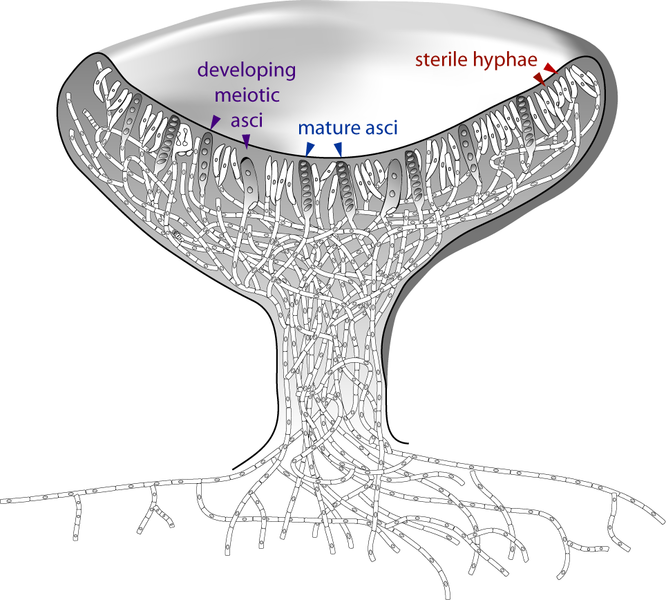

الثمرة الزقية أو السَّدينة (بالإنجليزية: Ascocarp)‏، هي تراكيب مصنوعة من الخيوط الفطرية المتشابكة والمحبوكة بعناية على شكل كؤوس ظاهرة والتي تحتوي على الملايين من الزقاق وكل واحدة منها تحتوي على ثمانِ أبواغ زقيّة.